# های بریج (نیویورک)
های بریج (انگلیسی: High Bridge) قدیمی‌ترین پل در شهر نیویورک، آمریکا است که بر روی رود هارلم قرار دارد.
این پل که منطقه منهتن را به منطقه برانکس متصل میکند در سال ۱۸۴۸ ساخته شده و دارای ۴۴۰ متر طول است. پل های بریج در ابتدا به عنوان یک آبراهه ساخته شده بود اما بعدها برای رفت‌وآمد از آن استفاده شده است.

## نگارخانه

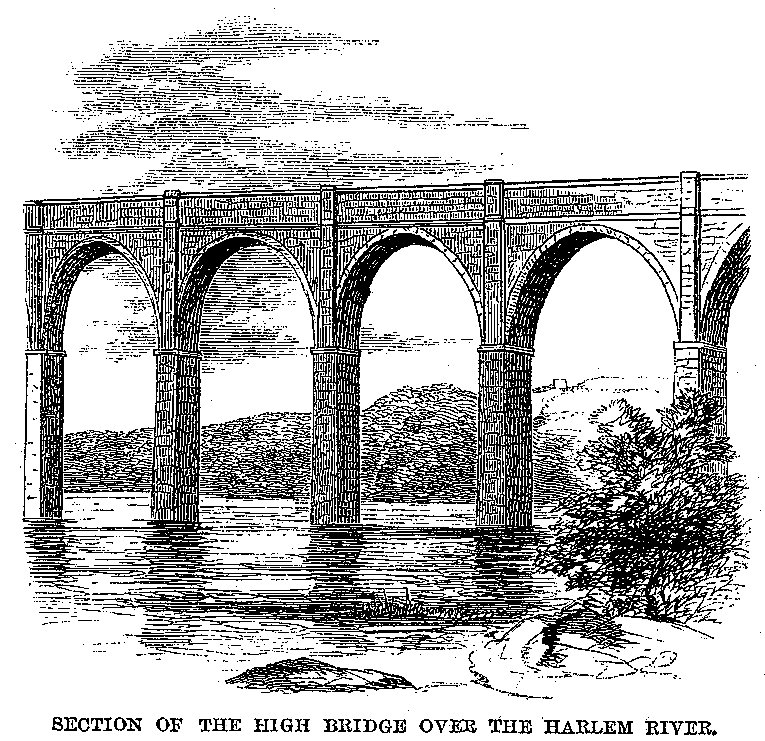
۱۸۶۰
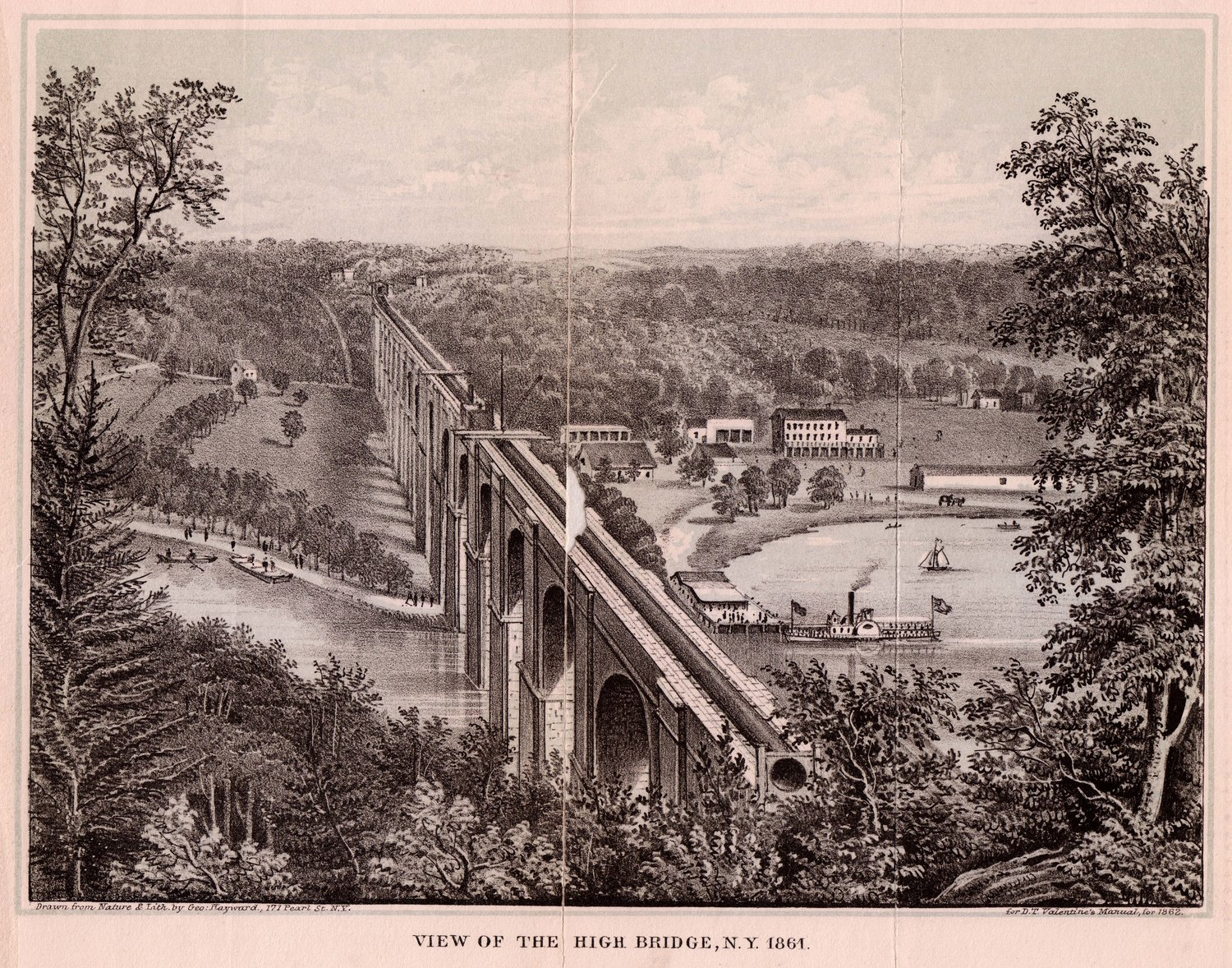
۱۸۶۱
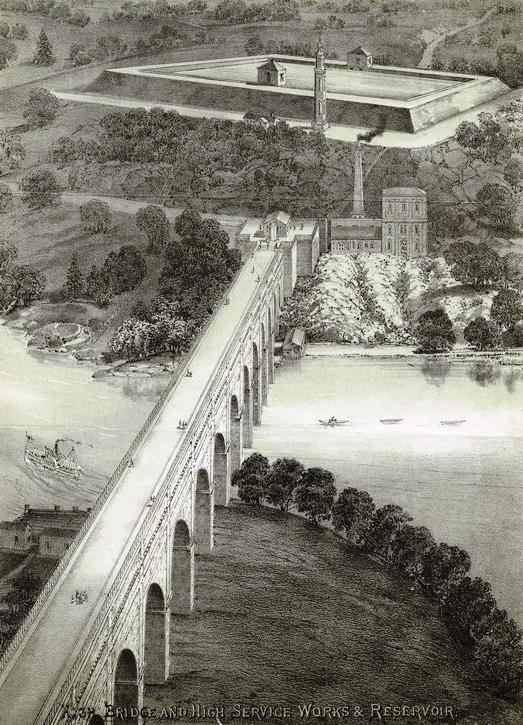
۱۸۷۱
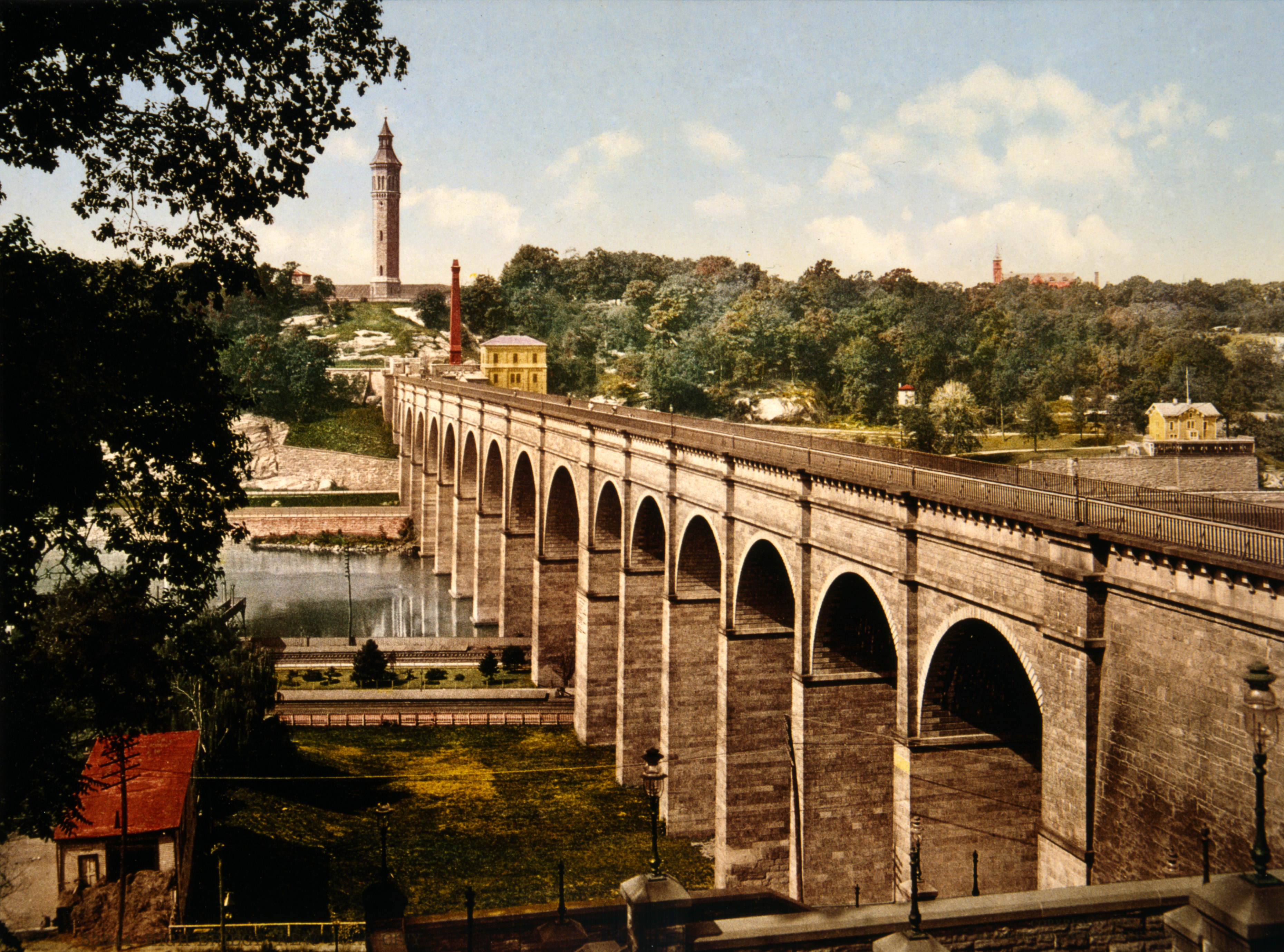
۱۹۰۰
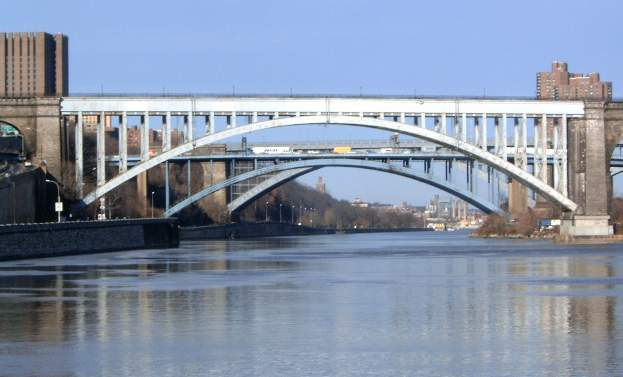
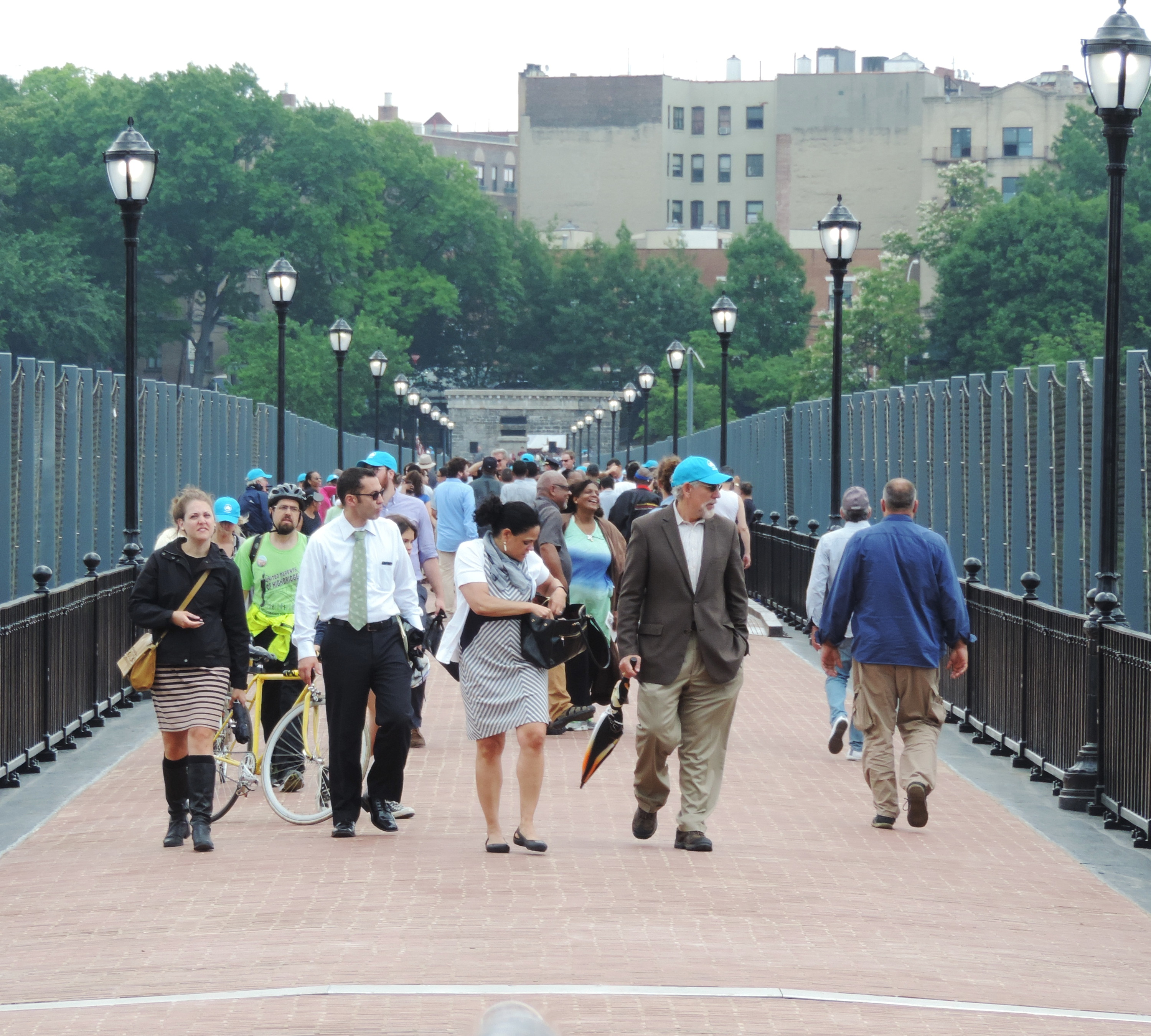
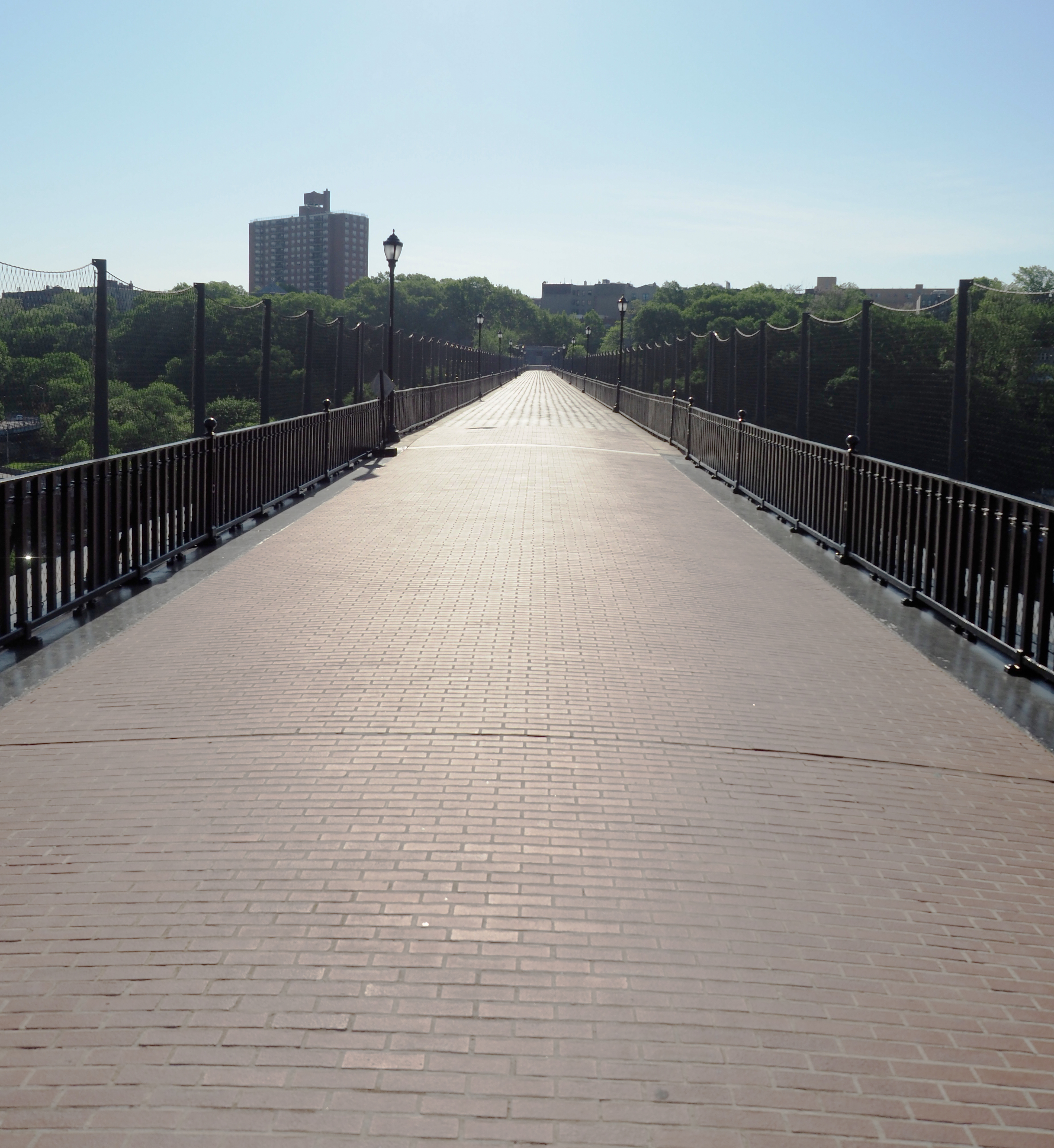